# Litsea lancifolia
Litsea lancifolia là loài thực vật có hoa trong họ Nguyệt quế. Loài này được (Roxb. ex Nees) Benth. & Hook. f. ex Villar miêu tả khoa học đầu tiên năm 1880.